# Zerabun
Zerabun (belarussisch Церабунь, russisch Теребунь) ist ein Dorf im Rajon Brest in der Breszkaja Woblasz in Belarus. Das Dorf ist administrativ in den Selsawet Klejniki eingegliedert. Die Postleitzahl ist 225037.
Die Siedlung wurde im Jahre 1609 erstmals urkundlich erwähnt. In diesem Jahr gründete Ioann Schuiski (Verwandter des russischen Zaren Wassili IV.) eine Siedlung in der Nähe der Stadt Brest und gab dieser den Namen Zerabun.
Bekannt ist die Kirche der heiligen Verklärung des Herrn aus dem 17. Jahrhundert, welche in die Staatliche Liste des historisch-kulturellen Erbes der Republik Belarus aufgenommen wurde.
Das Dorf liegt am rechten Ufer des Flusses Ljasnaja, an der Mündung des Flusses in den Westlichen Bug. Zerabun befindet sich an der belarussisch-polnischen Grenze (1 km entfernt). Die Entfernung nach Brest beträgt 8 km.